# Euagra caerulea
Euagra caerulea är en fjärilsart som beskrevs av Paul Dognin 1891. Euagra caerulea ingår i släktet Euagra och familjen björnspinnare. Inga underarter finns listade i Catalogue of Life.